# Luis Larrosa
Luis Eduardo Larrosa Bustillo (Montevideo, 31 marzo 1958 – Blanes, 30 aprile 2023) è stato un cestista uruguaiano.

## Biografia
Con l'Uruguay disputò i Giochi olimpici di Los Angeles 1984, due edizioni dei Campionati mondiali (1982, 1986) e tre dei Campionati americani (1984, 1988, 1992).